# Bhogpur
Bhogpur là một thị xã và là một nagar panchayat của quận Jalandhar thuộc bang Punjab, Ấn Độ.

## Địa lý
Bhogpur có vị trí 31°33′B 75°38′Đ / 31,55°B 75,63°Đ Nó có độ cao trung bình là 232 mét (761 foot).

## Nhân khẩu
Theo điều tra dân số năm 2001 của Ấn Độ, Bhogpur có dân số 13.893 người. Phái nam chiếm 53% tổng số dân và phái nữ chiếm 47%. Bhogpur có tỷ lệ 75% biết đọc biết viết, cao hơn tỷ lệ trung bình toàn quốc là 59,5%: tỷ lệ cho phái nam là 79%, và tỷ lệ cho phái nữ là 70%. Tại Bhogpur, 11% dân số nhỏ hơn 6 tuổi.